# Élections générales britanniques de 1997
Les élections législatives britanniques de 1997 se tiennent le 1er mai 1997, et renouvellent les membres de la Chambre des communes. Le Parti travailliste de Tony Blair retourne au pouvoir après 18 ans de gouvernement conservateur.
C'est une victoire historique du Labour qui obtient un nombre de députés jamais atteint dans son histoire ; en revanche, c'est une déroute pour le parti conservateur qui obtient le plus faible nombre de députés depuis les élections de 1906 et aucun député en Écosse et au pays de Galles. Les conservateurs resteront dans l'opposition durant 13 ans, la plus longue période d'opposition conservatrice depuis les années 1760.

## Mode de scrutin
Le scrutin est uninominal majoritaire à un seul tour. Le pays est divisé en 659 circonscriptions (constituencies) et chacune de ces circonscriptions élit un député à la Chambre des communes. Au sein de chaque circonscription, c'est le candidat ayant obtenu le plus de voix qui est élu (système du « first past the post »). 
Ce système favorise l'émergence d'un système où seuls deux partis dominent, et renforce l'avantage obtenu par le parti arrivé en tête dans les urnes. 
Dans le cas, rare vu le type de scrutin, où aucun parti n'arrive à obtenir la majorité des sièges (« hung parliament »), c'est le parti au pouvoir qui dispose de la priorité pour former un gouvernement de coalition, s'il est en mesure de le faire ; sinon, un gouvernement minoritaire peut également voir le jour mais cela ne s'est pas produit depuis les élections de février 1974.

## Sondages

Intentions de votes

## Résultats

Résultats en sièges par régions.

| Inscrits                               | Inscrits                 | Inscrits                                                   | 43 846 152 |             |                       |                       |
| Abstentions                            | Abstentions              | Abstentions                                                | 12 466 460 | 28,43 %     |                       |                       |
| Votants                                | Votants                  | Votants                                                    | 31 379 692 | 71,57 %     |                       |                       |
|                                        |                          |                                                            |            |             |                       |                       |
| Bulletins enregistrés                  | Bulletins enregistrés    | Bulletins enregistrés                                      | 31 379 692 |             |                       |                       |
| Bulletins blancs ou nuls               | Bulletins blancs ou nuls | Bulletins blancs ou nuls                                   | 93 408     | 0,3 %       |                       |                       |
| Suffrages exprimés                     | Suffrages exprimés       | Suffrages exprimés                                         | 31 286 284 | 99,7 %      | 659 sièges à pourvoir | 659 sièges à pourvoir |
|                                        |                          |                                                            |            |             |                       |                       |
| Liste                                  | Tête de liste            | Fonction                                                   | Suffrages  | Pourcentage | Sièges acquis         | Var.                  |
| Parti travailliste                     | Tony Blair               | Chef du Parti travailliste Chef de l'opposition officielle | 13 518 167 | 43,21 %     | 418 / 659             | +189                  |
| Parti conservateur                     | John Major               | Premier ministre du Royaume-Uni Chef du Parti conservateur | 9 600 943  | 30,69 %     | 165 / 659             | −171                  |
| Libéraux-démocrates                    | Paddy Ashdown            |                                                            | 5 242 947  | 16,76 %     | 46 / 659              | +20                   |
| Parti unioniste d'Ulster               | David Trimble            |                                                            | 258 349    | 0,83 %      | 10 / 659              | +1                    |
| Parti national écossais                | Alex Salmond             |                                                            | 621 550    | 1,99 %      | 6 / 659               | +3                    |
| Plaid Cymru                            | Dafydd Wigley            |                                                            | 161 030    | 0,51 %      | 4 / 659               | =                     |
| Parti social-démocrate et travailliste | John Hume                |                                                            | 190 814    | 0,61 %      | 3 / 659               | −1                    |
| Sinn Féin                              | Gerry Adams              |                                                            | 126 921    | 0,41 %      | 2 / 659               | +2                    |
| Parti unioniste démocrate              | Ian Paisley              |                                                            | 107 348    | 0,34 %      | 2 / 659               | −1                    |
| Sans étiquette                         | Néant                    |                                                            | 64 482     | 0,21 %      | 1 / 659               | +1                    |
| Speaker                                | Betty Boothroyd          | Président de la Chambre des communes du Royaume-Uni        | 23 969     | 0,08 %      | 1 / 659               | =                     |
| UK Unionist Party (en)                 | Robert McCartney         |                                                            | 12 817     | 0,04 %      | 1 / 659               | +1                    |
| Autres listes                          | Néant                    |                                                            | 1 356 947  | 4,34 %      | 0 / 659               |                       |